# Kaltennordheim
Kaltennordheim település Németországban, azon belül Türingiában. Lakosainak száma 5748 fő (2023. december 31.). Kaltennordheim Friedelshausen, Wasungen, Wiesenthal, Empfertshausen, Tann, Schleid (Rhön), Dermbach, Rhönblick, Erbenhausen, Oberweid, Roßdorf, Hilders és Fladungen községekkel határos.

## Népesség
A település népességének változása:
| Lakosok száma | 5853 | 5706 | 5716 | 5748 |
|               | 2019 | 2021 | 2022 | 2023 |